# Rugby à XV en Lituanie
Le rugby à XV en Lituanie est un sport mineur. Les Lituaniens vouent une passion pour le football et le basket-ball, discipline dans laquelle ils ont évolué en sélection et en club au plus haut niveau européen pendant de nombreuses années.

## Historique
Le rugby a commencé à être pratiqué en Lituanie en 1961. En 1963, au temps de l'annexion soviétique, est créé le premier championnat. Au début, c'est surtout la ville de Kaunas (4 clubs sur 6, les autres étant de la capitale) que se concentre ce sport. De 1963 à 1968, le Banga remporte deux fois le trophée (63-64) puis le Politechnika (65), le Staklės (66 et 68) et le Lokomotyvas (67). Il faut attendre 1969 et 1970 pour qu'un club de la capitale remporte le championnat : le "Geležinis vilkas". À cette époque, des clubs apparaissent et disparaissent au bout d'une saison. La compétition ne compte encore que 5 ou 6 clubs.
Un nouvel élan est donné en 1973 avec un championnat à 8 dont 3 venant de villes autres que les deux métropoles (Panevezys, Jonava et Plungė). En 1974, ils sont 10 et une ville supplémentaire (Šiauliai) prouvant ainsi que le rugby se développe aussi en province. Pourtant la différence de niveau est telle que deux divisions sont créées l'année suivante. Ethniquement, les joueurs des grandes équipes sont tous lituaniens tout comme les entraîneurs et les cadres. Épisodiquement (trois fois) des clubs participeront au championnat soviétique de première division, mais toute équipe nationale est bien sûr exclue.
En 1982 a lieu une petite révolution : pour la première fois un club provincial, le Vairas Šiauliai remporte le championnat. C'est actuellement le meilleur club de Lituanie (champion de 1982 à 1995 et de 1997 à 2009) avec 25 titres dont 17 depuis l'indépendance.
En 1991, la première division comporte sept clubs et connaît plusieurs tentatives de réforme dans son déroulement. La ville de Šiauliai était devenue entretemps la capitale du rugby avec deux clubs majeurs dès 1989 puis trois en 1999. En 2002, 2003, 2005 et 2006, ces trois clubs prennent toutes les places du podium, Vairas, Salda et Baltrex deviennent des majeurs du championnat. Une innovation intervient dans le championnat lituanien en 2007 : le STATS-Miesnieki de Riga participe à la compétition terminant quatrième puis troisième en 2008. L'année suivante, c'est au tour du club russe de l'Atlanta Kaliningrad d'intégrer le championnat mais en seconde division.

## Compétitions
Le championnat lituanien comprend la première division ou Division supérieure composée de sept clubs. Les clubs participent également à la coupe Balte en compagnie de clubs russes, estoniens et lettons. Elle est subdivisée en trois niveaux.
Division supérieure
1. Šiaulių "Vairas-Jupoja"
2. Šiaulių "BaltRex"
3. Rygos raj. "STATS/ASK" (Lettonie)
4. Šiaulių "Salda"
5. Kauno "Ąžuolas"
6. Vilniaus "Geležinis vilkas"
7. Klaipėdos "Kuršiai"

Coupe Balte
- Première division
  - Groupe A : 
    1. "Slava-Zenit" Moscou (Russie)
    2. Šiaulių "BaltRex" (Lituanie)
    3. "Ovals" Riga (Lettonie)

  - Groupe B : 
    1. Šiaulių "Vairas-Jupoja" (Lituanie)
    2. "Miesnieki" Riga (Lettonie)
    3. "Atlant" Kaliningrad (Russie)

- Seconde division

1. Klaipėdos "Kuršiai" (Lituanie)
2. Plungės "Perkūnas" (Lituanie)
3. LTA Saint Petersbourg (Russie)
4. "Sharks" Tallinn (Estonie)
5. Panevėžio "Ryšių statyba" (Lituanie)

- Troisième division

1. "Kekava" Riga (Lettonie)
2. "Bulldogs" Rakverės (Estonie)

## Équipe nationale
Les débuts sont très timides, les premières confrontations décevantes, de 1992 à 1997, la Lituanie dispute 15 rencontres avec comme seule satisfaction un nul contre la Bulgarie et une victoire sur le Luxembourg. C'est en 1997-1998 que le pays relève la tête avec deux victoires contre la Suisse et le voisin letton. Depuis, l'équipe lituanienne est en constant progrès. Selon le classement de l'IRB, fin 2005 elle occupait la 68e place, la 62e fin 2006, 55e fin 2007, 42e fin 2008 et la 37e fin 2009. Peu de petites nations du rugby peuvent se vanter d'une telle progression sur le plan mondial.